# Tailleur pour dames
Tailleur pour dames est la cinquième pièce de théâtre de Georges Feydeau, créée le 17 décembre 1886 au théâtre de la Renaissance à Paris.

## Argument
Le docteur Moulineaux, « sérieux et établi » après une jeunesse dissipée, vit bourgeoisement avec son épouse Yvonne et son domestique Étienne. Mais il est allé au bal de l'Opéra pour conquérir le cœur de l'élégante Suzanne Aubin. Il lui donne rendez-vous dans un entresol qui appartenait à une couturière. Les visites impromptues de ses connaissances l'obligent à se faire passer pour tailleur.

## Reprises

### Théâtre des Bouffes-Parisiens,1985
- Mise en scène : Bernard Murat
- Décors : Pace
- Costumes : Yvonne Sassinot de Nesle
- Réalisation sonore : Fred Kiriloff

Distribution
- Moulineaux : Pierre Arditi
- Bassinet : Michel Berto, André Gille
- Aubin : Claude Evrard
- Yvonne Moulineaux : Valerie Rojan
- Rosa : Cecile Magnet puis Catherine Allégret
- Suzanne Aubin : Catherine Morin puis Eva Darlan
- Mme d'Herblay : Annie Savarin
- Mme Pomponette : Stephanie Murat
- Mme d'Aigreville : Rose Thiery
- Étienne : Laurent Spielvogel, Jean Champion

### Théâtre de Paris,1993
- Mise en scène : Bernard Murat

Distribution
- Moulineaux : Jean-Paul Belmondo
- Aubin : Philippe Khorsand
- Suzanne Aubin : Béatrice Agenin
- Rosa : Virginie Pradal
- Yvonne Moulineau : Carole Richert
- Etienne : Pierre Vernier
- Bassinet : Ticky Holgado
- Mme d'Aigreville : Annick Alane
- Mme d'Herblay : Louison Roblin
- Mme Pomponette : Stéphanie Murat

### Théâtre Édouard-VII(en association avecFrance 2), 2008
- Adaptation de Jean Poiret
- Mise en scène : Bernard Murat, assisté de Léa Moussy
- Réalisation : Bernard et Emmanuel Murat
- Décor : Nicolas Sire
- Lumières : Laurent Castaing
- Illustration sonore : Francine Ferrer
- Costumes : Emmanuelle Youchnovski, assistée de Éric Bigot
- Maquillage : Pascale Guégan, Isabel Kindinis-Abriol
- Coiffure : Antoine Mancini et Reynald Desbant

Distribution
- Moulineaux : Pierre Arditi
- Suzanne Aubin : Emmanuelle Devos
- Bassinet : François Berléand
- Rosa : Marie-Anne Chazel
- Mme d'Aigreville : Marthe Villalonga
- Yvonne Moulineaux : Chloé Lambert
- Aubin : Laurent Gamelon
- Étienne : Laurent Spielvogel
- Mme d'Herblay : Fabienne Chaudat
- Mme Pomponette : Julie Farenc